# La Vallée heureuse
Pour le jardin, voir La Vallée Heureuse (La Réunion).
La Vallée heureuse est un roman de Jules Roy publié en 1946 aux éditions Charlot et ayant reçu rétrospectivement le prix Renaudot 1940 en raison de la guerre.

## Éditions
- La Vallée heureuse, éditions Charlot, 1946.